# Szolnoki török kori híd
A 1562-ben Güzeldzse Rüsztem budai pasa (1559-1563) utasítására felépült mintegy 110 m hosszú szolnoki török kori híd volt az első állandó folyami híd a Tiszán és egyben Magyarországon is. A híd a maitól mintegy 70 m-re keletre, a Zagyva torkolatától nem messze állt, a Tisza keleti partját derékszögben kötötte össze a szolnoki vár délnyugati bástyájával.

## Jelentősége
A szolnoki híd volt a Tisza állandó fahídja, megépítése óta minden évszázadban (szinte folyamatosan) állt híd Szolnoknál a Tiszán.
Jelentőségének másik aspektusát a szolnokiaknak az adja, hogy Szolnok városában a későbbi pusztítások, tüzek és árvizek nyomán aránylag kevés történeti emlék maradt fenn, maga a vár is elpusztult. A régészeti lelet fontosságát jelzi, hogy 2008. június 10-én Szolnokra látogatott Oya Tuzcuoglu a Török Köztársaság magyarországi nagykövete, aki részt vett a szolnoki „Török kori híd” kiállítás megnyitóján az Aba-Novák Kulturális Központban.

## Története
A szolnoki vár elődje már a 10. században is a vízi és szárazföld utakat vigyázta a Zagyva és a Tisza találkozásánál. A vár magja a folyók alkotta háromszögben feküdt, amely várárkok megépítésével elvileg jó védhetőséget biztosított.

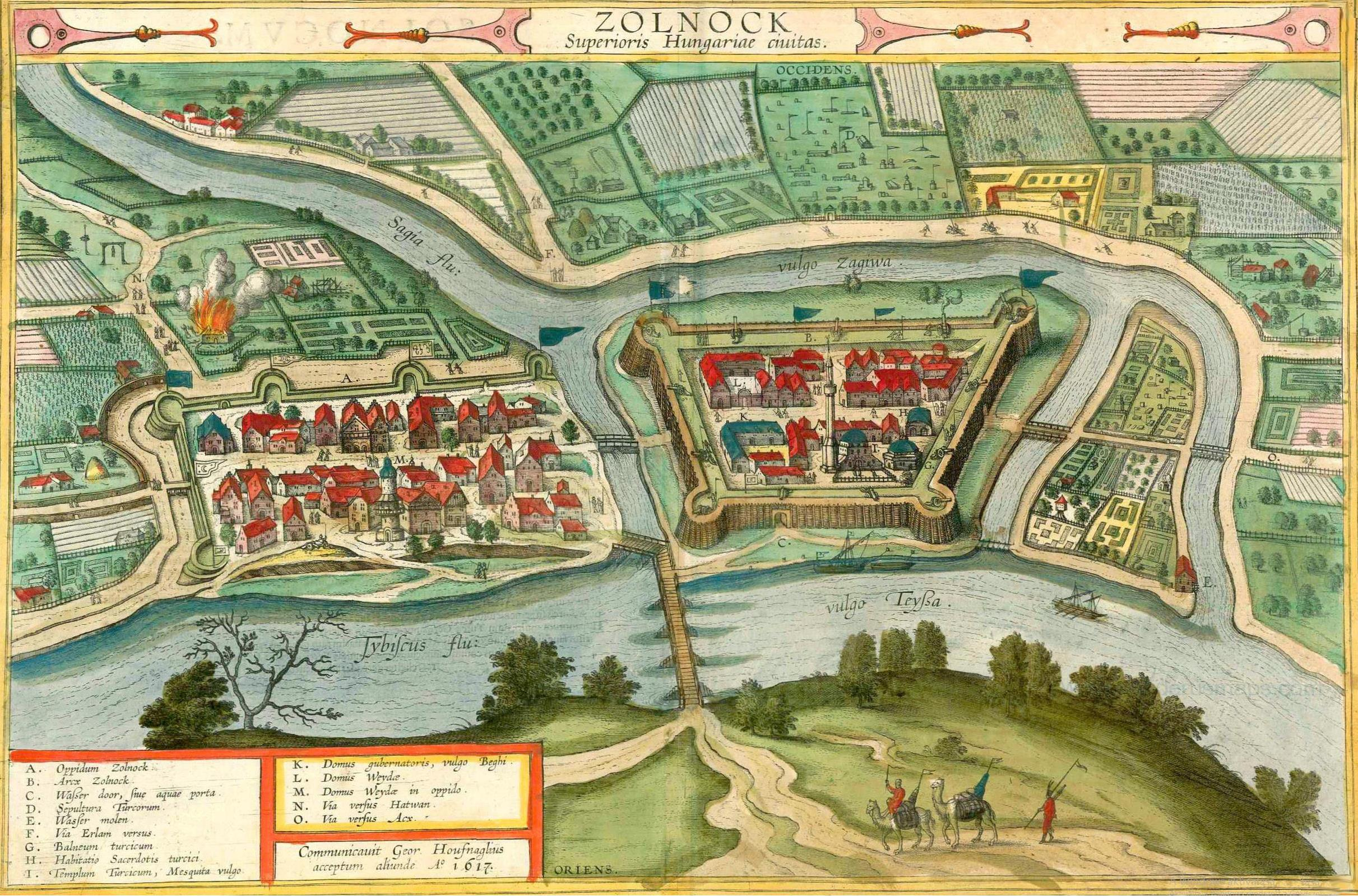
Szolnok ábrázolása a Tiszán átívelő fahíddal Georgius Houfnaglius 1617-es rézmetszetén.

A Tisza folyón állandó építésű hidak az újkor elejéig nem álltak. Kisebb folyókon, mint a Zagyván talán a 13. századtól fahíd állhatott, aminek egyetlen bizonyítéka, hogy 1283-ban keltezett oklevélben szerepelt Jánoshida településnév, s későbbről is tudjuk, hogy az fontos átkelőhely, vámszedőhely volt. A sokszor kiszámíthatatlan, helyenként több, mint 100 m széles, viszonylag gyors sodrású és télen gyakran zajló Tiszán egy híd megépítése nagy probléma elé állította a középkor embereit. Az akkoriban helyben fellelhető egyedüli építőanyag a fa volt, azonban ennek minősége nem volt megfelelő. Az első Tisza-híd megépítésének anyagát északról leúsztatott tölgyfa jelentette (az ártéri galériaerdők fái nem felelnek meg a hídépítés követelményeinek annyira, mint a tölgy szívós fája). Kő legközelebb a Mátra hegységben lett volna kitermelhető, azonban a minimum 70–80 km-es légvonalbeli távolság, az akkor járhatatlan terepviszonyok gazdaságtalanná tették az építőanyag elszállítását a folyó erejének felhasználása nélkül. 
Ezért a köveket az 1552-ben átépített szolnoki várhoz a folyón úsztatták le rönkökön. A kőhíd más problémákat is felvetett volna: nem voltak meg az építéséhez szükséges műszaki ismeretek.
A török seregek az 1552-edik évi hadjárat során elfoglalták Szolnokot (nem kis részben az idegen ajkú zsoldosok árulása miatt kerülhetett erre sor). 10 évvel később Güzeldzse Rüsztem budai pasa elrendelte a híd megépítését.  A híd létrehozását Szolnok város stratégiai helyzete tette szükségessé.
A mai, Szolnok belvárosába vezető híddal ellentétben a Zagyva keleti partja mellett érte el a Tisza nyugati partját. A híd építéséről 1562 májusában Verancsics Antal egri püspök beszámolt Miksa királynak, amelyből tudjuk, hogy ekkor már a híd negyed részében elkészült. A fahíddal azonban több gond is volt: egyrészt az állandóan, nagymértékben ingadozó vízszint, a zajló jég és a hirtelen meginduló áradások jelentős mechanikai megterhelést jelentettek a faszerkezet számára. A híd építőanyagánál fogva leéghetett (mint a híd utódjával meg is történt 1739-ben) és idővel elkorhadt (nem a víz alatti, hanem elsősorban a víz feletti rész, különös tekintettel a víz-levegő érintkezési határsávra). Ennek ellenére (a korabeli hadi viszonyok ismeretében) hosszabb fennállást tudhatott magáénak a törökök által 1562-ben (debreceni ácsokkal) építtetett fahíd, ami a folyó első állandó fahídja lett. A híd legkésőbb 1685-ben elpusztult a felszabadító harcokban.
A később évszázadokban rendkívül alacsony vízállások idején még látni vélték a híd megmaradt cölöpjeit, emléke azonban később elhalványult.

## A híd „felfedezése”
2003 nyarának második felében a Tisza rendkívül alacsony vízállása miatt egyes cölöpök láthatókká váltak. Ekkor a folyó vízszintje az átlagos szint alatt -279 cm-re süllyedt. 2003. augusztus 19-én vette észre a kiálló cölöpöket Lakatos László. Az első cölöpök a Tisza-hídtól mintegy 70 m-re kerültek elő, a Tisza Zagyva-torkolattal átellenes (bal) partján.
A parthoz közelebbi cölöpmaradványoknak csak 10–30 cm-es darabjai, a parttól távolabbiaknak mintegy 40–60 cm-es részei is fennmaradtak. Az évszázadok során már több alkalommal előfordulhatott szélsőségesen alacsony vízállás a Tiszán, a partközeliek ilyenkor nagyobb részt kerülhettek a szárazra, mint a mederben beljebb levők, ezért ezekből kevesebb maradt meg. Anyagukról kiderült, hogy ellenálló tölgyfa rönkökből készültek. A rönkök átmérője 20–30 cm között ingadozott. A rönkök nagy része függőleges állapotban maradt meg. A víz alatt további rönkökre is bukkantak, amik azonban a Tisza agyagos vizéből nem emelkedtek ki. Később a Zagyva partján is felfedeztek cölöpöket.

## A faanyag fennmaradása
A Tisza-híd anyaga 1562-es megépítése óta fennmaradt. Látható, hogy a meder sekélyebb részén rövidebb darabok vészelték át az évszázadokat, mint a mélyebb részeken. Ennek egyszerűen az a magyarázata, hogy az évszázadok során azok a részek, amik gyakrabban álltak ki a víz színéből, a szabad levegőn elkorhadtak. Azt is megfigyelték, hogy a cölöptestek felső része sokkal rosszabb állapotban maradt fenn, mint az alsó szakaszok. Ezek a tapasztalatok jól mutatják a víz konzerváló hatását. A szerves anyagok sorsa nagyban függ a körülményektől, amik közé kerülnek az élőlény elpusztulása után. A szerves anyagok elbomlása valójában a leggyorsabb a felszínen, ahol a meteorológiai hatások, a magas légköri oxigén-szint, a lebontó szervezetek tevékenysége és a napfény gyorsan megsemmisíti a szerves testeket. A fa pektin- és cellulóz-tartalma rendkívül magas, ezek az anyagok igen nehezen bonthatók le (pl. a cellulózt híg kénsavas vizes oldat melegítésével lehet feloldani – meglehetősen lassan). Ennek ellenére számos baktérium és gomba képes levegőn a faanyagok lebontására, ahogy azt bármely erdőben tapasztalhatjuk. Ezzel ellentétben a vízben az oldott oxigén-tartalom parciális nyomása sokkal alacsonyabb a légköri oxigén nyomáshoz képest. A Tisza állandóan áramló vize viszonylag hűvös, nyáron sem emelkedik tartósan 23°C felé,[forrás?] ugyanakkor a mély folyó medréig nem fagy be, ami kiiktatja a fagy romboló hatását. További körülmény, hogy a Tisza vize sok hordalékot szállít, ami lassan behatol a fa pórusaiba és lerakódik a felszínén. Az így képződő burok a tömör fatesten belül anoxiás körülményeket teremt.

## A két Tisza-híd
A cölöpök eloszlásának vizsgálatából kiderült, hogy eredetileg nem egy, hanem kettő, korban egymást követő hídról lehet szó. Az első híd a Georgius Houfnaglius 1617-es rézmetszetén ábrázolt híddal lehet azonos (az egykori Zagyva-parti bástyához vezethetett), addig a másik – a későbbi építésű – eltér ettől az egyenes nyomvonaltól és a Zagyvától nyugatra eső tulajdonképpeni városhoz tartott. A helyszíni szemlék alapján elképzelhető, hogy egyszerre több híd is lehetett a Zagyva és a Tisza találkozásánál. Míg Georgius Houfnaglius 1617-es metszetén a híd még a vár délnyugati bástyájához, addig a későbbi rajzokon már a városhoz tart, mintegy „ferdén” átszelve a Tiszát.

## A híd kora és faanyaga
A mintákat az MTA debreceni Atommagkutató Intézetének Környezetanalitikai Laboratóriuma vizsgálta meg. A 6 minta közül 4 kora a török hódoltság idejére (16.-17. század) utalt, 2 további minta későbbi korból származott. A korábbi minták kora radiokarbonos kormeghatározással egész pontosan Kr.u. 1513-1581 évek közöttinek adódott. Ezt követően elvégezték a minták dendrokronológiai elemzését is, ami az 1558-1565-ös évekre datálta az idősebb faanyagok korát.

## Történelmi utalások a hídra
A híd építéséről legfontosabb forrásunk a Verancsics Antal egri püspök Miksa cseh királynak 1562. május 29-én írt levele:
| (latin) „…Passa Budensis apud Zolnok est, et iam incoepit pontem ponere sub ipso castello iuxta hostium Zagywae amnis, firmo (ut aiunt) admodum opere, et ea latitudine, ut duos currus recipiat, parsque iam eius ferme quarta est absoluta. ” | (magyarul)„…A budai pasa Szolnoknál vala, és már belekezd vala hidat rakni az ő vára alatt, az ellenségnek közelében a Zagyva partján, és – ahogy mondják – nagyon kitartó munkálatokkal, olyan szélességgel, hogy két szekeret befogadjon, az negyedrészében már csaknem el is készült vala. ” |
| – Verancsics 1868, 355 | |

Továbbá a híd látható több egykorú rajzon is, mint a már említett Georgius Houfnaglius 1617-es rézmetszetén.

## Lásd még
- Török-iszlám építészet Magyarországon